# Національна ліга Південь
Національна ліга Південь (англ. National League South), до сезону 2015–16 — Південна Конференція (англ. Conference South) — є одним з двох других дивізіонів Національної ліги Англії, що знаходяться на наступному після Національної ліги рівні. Разом з Національною лігою Північ вона знаходиться на шостому рівні системи футбольних ліг Англії.

## Чемпіони

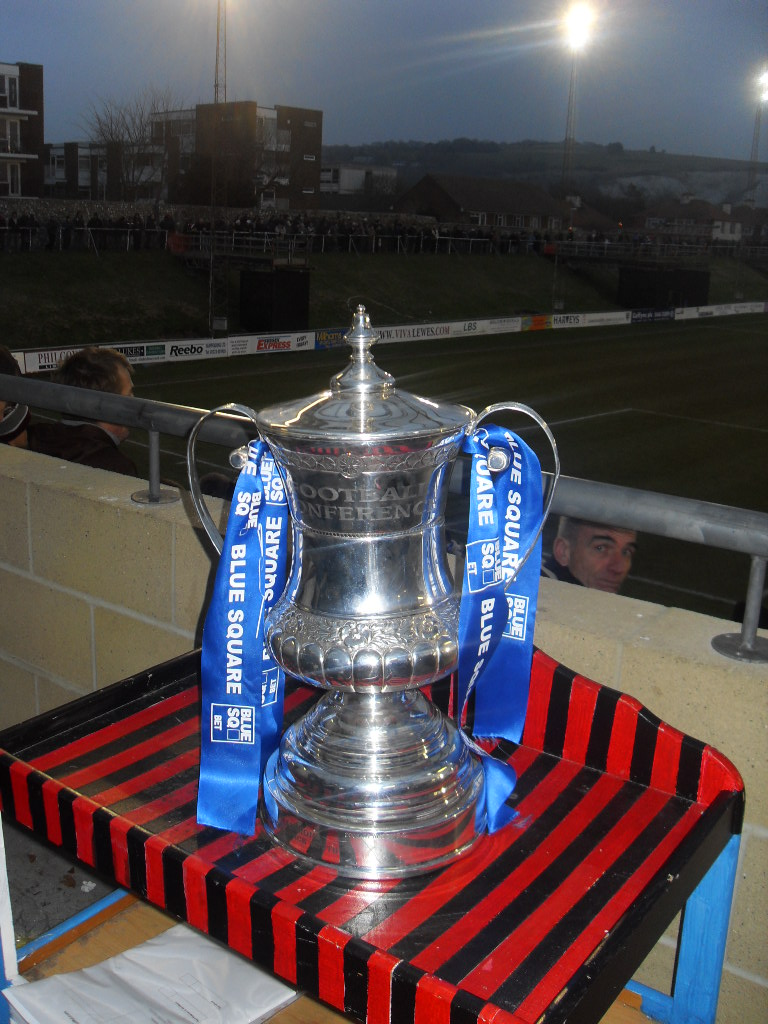
Кубок Південної Конференції

| Сезон   | Переможець             | Переможець плей-оф     |
| ------- | ---------------------- | ---------------------- |
| 2004-05 | Грейс Атлетік          | Істборн Боро **        |
| 2005-06 | Веймут                 | Сент-Олбанс Сіті       |
| 2006-07 | Гістон                 | Солсбері Сіті          |
| 2007-08 | Льюїс                  | Істборн Боро           |
| 2008-09 | Вімблдон               | Геєс енд Ідінг Юнайтед |
| 2009-10 | Ньюпорт Каунті         | Бат Сіті               |
| 2010-11 | Брейнтрі Таун          | Еббсфліт Юнайтед       |
| 2011-12 | Вокінг                 | Дартфорд               |
| 2012-13 | Веллінг Юнайтед        | Солсбері Сіті          |
| 2013-14 | Істлі                  | Дувр Атлетік           |
| 2014-15 | Бромлі                 | Боргем Вуд             |
| 2015-16 | Саттон Юнайтед         | Мейдстон Юнайтед       |
| 2016-17 | Мейденхед Юнайтед      | Еббсфліт Юнайтед       |
| 2017-18 | Гавант енд Вотерлувілл | Брейнтрі Таун          |
| 2018-19 | Торкі Юнайтед          | Вокінг                 |

** Не вийшов у Футбольну лігу. У сезоні 2004/05 до Національної Конференції виходило тільки три клуби. Третє місце було розіграно між переможцями Плей-оф Північної та Південної Конференції на стадіоні футбольного клубу «Сток Сіті» «Британія», Істборн Боро програв з рахунком 2:1.

## Рекорди

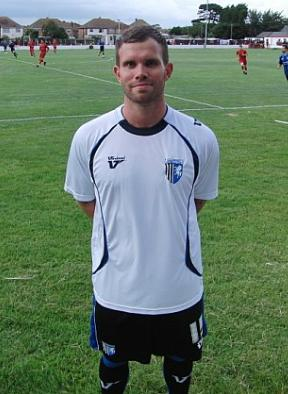
Адам Бірчелл — найкращий бомбардир за всю історію Південної Конференції

| Найбільша домашня перемога                    | 8 — Мейденхед Юнайтед 8-0 Труно Сіті, 08.09.2012                                                   |
| Найбільша виїзна перемога                     | 7 — Дорчестер Таун 0-7 Грейс Атлетік, 23.10.2004                                                   |
| Найрезультативніший матч                      | 11 — Богнор Регіс Таун 6-5 Веллінг Юнайтед, 11.09.2004                                             |
| Найдовша серія перемог                        | 12 — Веллінг Юнайтед, 2012-13                                                                      |
| Найдовша серія без поразок                    | 21 — Ньюпорт Каунті, 2009-10                                                                       |
| Найбільше перемог у сезоні                    | 32 — Ньюпорт Каунті 2009-10                                                                        |
| Найменша кількість перемог у сезоні           | 5 — Саттон Юнайтед 2007-08 Фішер Атлетік 2008-09 Вестон-с'юпер-Мер і Веймут 2009-10 Таррок 2011-12 |
| Найбільша кількість поразок у сезоні          | 34 — Фішер Атлетік 2008-09                                                                         |
| Найменша кількість поразок у сезоні           | 3 — Ньюпорт Каунті 2009-10                                                                         |
| Найбільша кількість нічиїх у сезоні           | 17 — Веллінг Юнайтед 2005-06 Льюїс 2006-07 Брейнтрі Таун 2009-10                                   |
| Найменша кількість нічиїх у сезоні            | 3 — Редбрідж 2004-05 Істлі 2005-06 Фішер Атлетік 2008-09                                           |
| Найбільша кількість голів за сезон            | 118 — Грейс Атлетік, 2004-05                                                                       |
| Найменша кількість голів за сезон             | 22 — Фішер Атлетік 2008-09                                                                         |
| Найбільша кількість пропущених голів за сезон | 103 — Веллінг Юнайтед 2009-10                                                                      |
| Найменша кількість пропущених голів за сезон  | 26 — Ньюпорт Каунті, 2009-10                                                                       |
| Найбільша кількість сухих матчів за сезон     | 23 — Ньюпорт Каунті 2009-10                                                                        |
| Найбільша очок за сезон                       | 103 — Ньюпорт Каунті 2009-10                                                                       |
| Найкращий бомбардир                           | 34 — Адам Бірчелл, Довер Атлетік, 2010-11                                                          |
| Найбільша кількість голів в одному матчі      | 6 — Мітчелл Браянт, Веймут 0-6 Бейсінгсток Таун, 13.02.2010                                        |
| Найбільша кількість глядачів                  | 5,022 — Веймут — Сент-Олбанс Сіті, 17.04.2006                                                      |
| Найбільша середня кількість глядачів          | 3,219 — Вімблдон, 2008-09                                                                          |